# Хенри Бейкър
Хенри Бейкър (на английски: Henry Baker) е английски естестволог, разработил система за обучение на глухи и неми. Благодарение на това си изобретение той натрупва значително богатство и прекарва голяма част от времето си в игра на голф.
Бейкър е роден в Лондон на 8 май 1698 г. и почива на 8 май 1774 г. в Лондон. Жени се за най-малката дъщеря на Даниел Дефо, София, през 1729 г. Той е един от основателите на Кралското общество за поощряване на изкуството през 1754 година.